# Слишовци
Слишовци е село в Западна България, област Перник, община Трън.

## География
Село Слишовци се намира в планината Руй, близо до границата с Република Сърбия и връх Руй. Разстоянието до общинския център град Трън е 17 км, до областния център град Перник е 62 км, а до ГКПП Стрезимировци е 3 км.

## История
Селото е старо. По предание първите заселници на Слишовци са дошли от Босилеградско, Краището и Клисура, а името му е дадено от болярин (хунски княз) на име Слишай. Той се влюбил в красиво момиче от селото, но за зла участ момичето се разболяло и умряло. И за да му напомня за него, боляринът се заселил в този район, а селото било наречено Слишовци.
Селото се споменава в османо-турски регистри като Слушовица (1451 г.), Ишлушувидже (1453 г.), Ислишофча (1624 г.) и Слишовци през ХVIII в. в Поп Стефанов поменик.
От много по-ранни периоди са открити следи в околностите на селото от старинни водопроводи. Намерени са множество пръстени, водопроводни тръби. В землището са намерени три каменни чука, част от керамична брадвичка, старинни монети, грънчарски произведения и др.
Западно от селото в местността Манастир е имало няколко манастира, като „Св. Рангел“, „Св. Петка“, „Св. Илия“, които при нахлуването на кърджалиите в Трънско са опожарени, а монасите – избити.

## Забележителности
Паметникът, издигнат на Слишовска могила, е на няколко километра от българо-сръбската граница. Кулата камбанария е построена със средства на местните хора през 30-те години на XX век. Тя е висока 25 метра. Издигната е след Ньойския договор, за да може звука от камбаната да напомня на българите, останали зад граничната бразда, че не са забравени. Могилата има древен произход, което се доказва с множеството археологически открития от римско време. Паметникът е променян няколко пъти през годините. През 50-те години на ХХ в. се прави частична реконструкция на приземната част на меморяла, за да се направи музейна експозиция. Преустройството продължава няколко години и е завършен през 1972 г. Разширява се приземната част, прави се допълнително помещение – костница на загиналите по време на Отечествената война. На лицевата страна отвън е поставена възпоменателна плоча с имената на антифашисти от Трънско и на всички загинали, действали по време на съпротивата в Трънския край. С преустройството на паметника костница в близо до него се изгражда музей на антифашистката борба, състоящ се от изложбена зала за музейни експозиции, киносалон и сервизни помещения.  
Паметникът е включен в регистъра на военните паметници за Пернишка област.. Античната тракийска могила (Слишовска могила) е ограбена в края на 90-те години от иманяри. Музеят и костницата вече са затворени, но селото още може да се похвали с красивата река Ерма и балканска пъстърва. В гората към сръбската граница има паметник на Замръзналия войник, има и кръст в земята.
В селото е имало почивна станция на МНО, която не функционира и е в разруха. Ползвана е за кратко като леглова база от НАТО в края на ХХ век, както и за старчески дом.
В село Слишовци има голяма спортна открита площадка с открити басейни, тенискортове, баскетболни, волейболни игрища и градини за малки деца и възрастни. През 90-те години там са настанени американски войници, които ремонтират болницата в Трън. Периодът съвпада с войната в Югославия. След 1944 г. на мястото на камбанарията е направен мемориал с музей (според някои и костница).
В планината над селото има военна комуникационна мачта с ретанслатари за различни нужди, която е Национален стратегически обект в действие. Мобилните оператори в България също имат изградени препредаващи клетки обслужващи граждански нужди.

## Галерия
- Паметникът през 80-те год., детайл
- Черквата в село Слишовци на ул. „Неизвестна“ № 47
- Знеполе и Слишовска могила
- Ограбена костница (антична могила) от иманяри
- Почивен дом на Българската армия
- Многофункционална действаща комуникационна станция (~ 980 м н.в.) между селата Слишовци и Стрезимировци
- Спортният комплекс
- Панорама на спортно-почивния комплекс на БА

## Личности
Родени в Слишовци
- Асен Юлиянов – държавен и строителен деец, дългогодишен заместник-министър на строежите